# Wald bei Volkhardinghausen und Freienhagen
Wald bei Volkhardinghausen und Freienhagen este o arie protejată (arie specială de conservare — SAC, sit de importanță comunitară — SCI) din Germania întinsă pe o suprafață de 623,05 ha, integral pe uscat.

## Localizare
Centrul sitului Wald bei Volkhardinghausen und Freienhagen este situat la coordonatele 51°17′49″N 9°03′17″E / 51.2969°N 9.0547°E.

## Înființare
Situl Wald bei Volkhardinghausen und Freienhagen a fost declarat sit de importanță comunitară în noiembrie 2004 pentru a proteja 2 specii de animale. Situl a fost protejat și ca arie specială de conservare în martie 2008.

## Biodiversitate
Situată în ecoregiunea continentală, aria protejată conține 2 habitate naturale: Lacuri eutrofice naturale cu vegetație de tip Magnopotamion sau Hydrocharition, Păduri de fag Luzulo-Fagetum.
La baza desemnării sitului se află mai multe specii protejate de  păsări (2): ciocănitoare neagră (Dryocopus martius), gaia roșie (Milvus milvus).
Pe lângă speciile protejate, pe teritoriul sitului au mai fost identificate 4 specii de plante, 4 specii de amfibieni.